# Igreja Evangélica Presbiteriana do Irã
A Igreja Evangélica Presbiteriana do Irã (IEPI), também chamada apenas de Igreja Evangélica do Irã, é a maior denominação protestante oficialmente reconhecida no Irã. A igreja foi formada a partir de missões da  Igreja Presbiteriana nos Estados Unidos da América em 1837, e atualmente tem 14 igrejas e mais de 5 mil membros no país.

## História

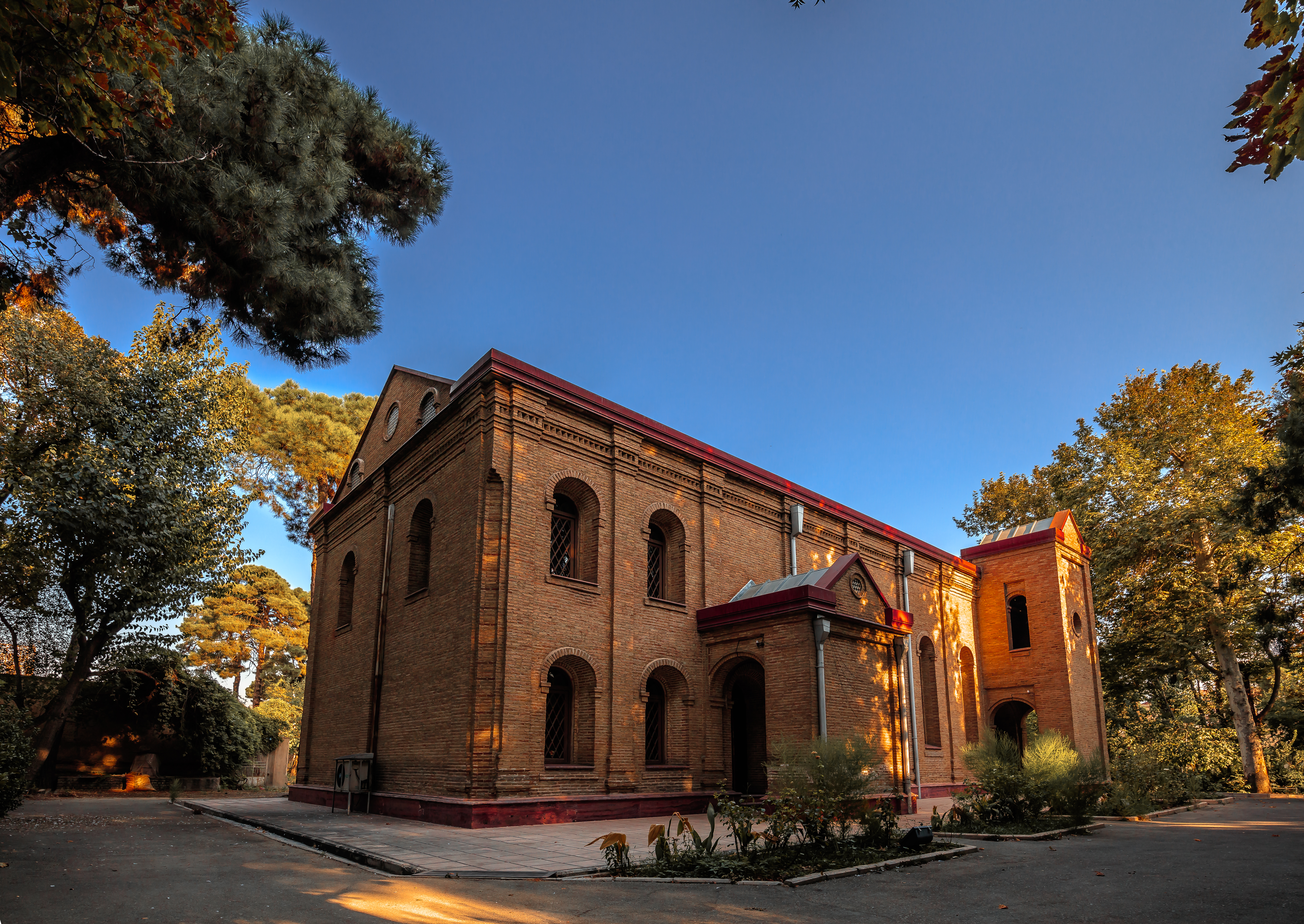
Igreja Evangélica de São Pedro em Teerã, em 2017.

### Missão
A Igreja Evangélica Presbiteriana no Irã se desenvolveu a partir do trabalho dos missionários presbiterianos e congregacionais americanos. O primeiro missionário, o  Rev. Samuel Perkins, foi enviado em 1834 pela Igreja Presbiteriana nos Estados Unidos da América.
O trabalho começou entre os cristãos assírios (Igreja Assíria do Oriente) do distrito de Urumia (Rezaieh) no nordeste do Irã. O objetivo inicial da missão era que as antigas igrejas do Oriente fossem revitalizadas para que a missão pudesse ser continuada pelas próprias igrejas locais. Todavia, os membros que aderiram a pregação dos missionários foram excluídos de sua antiga igreja.
Em 1855, várias congregações protestantes surgiram na cidade de Rezaieh e ao redor dela. O primeiro presbitério foi organizado em 1862, e outros foram estabelecidos mais tarde. Enquanto isso, O trabalho missionário presbiteriano no Irã levou à formação de outras congregações em várias partes do país, composta por pessoas de diferentes origens, como cristãos armênios e convertidos do Islã, do Judaísmo e do Zoroastrismo.
A Missão Presbiteriana Americana estabeleceu as primeiras igrejas evangélicas para a etnia persa, as primeiras escolas modernas no Irã, as primeiras escolas para meninas, os primeiros hospitais modernos, clínicas e escolas de enfermagem e a primeira faculdade e faculdade para mulheres no Irã. Foi amplamente reconhecido que nas décadas de 1930 e 1940, quando a maior parte da liderança profissional do país eram graduados da American Presbyterian Alborz College. Além disso, a denominação participou da formação da Sociedade Bíblia do Irã no Século XX.

### Formação do Sínodo e Revolução Iraniana
Em 1934, todas as igrejas evangélicas no Irã se uniram em um sínodo, que se tornou uma igreja nacional autônoma nacional. Em 1963, adotou uma nova constituição e tomou o nome da Igreja Evangélica Presbiteriana no Irã.
Até 1979 a igreja era maior denominação protestante no país, com mais de 10 igrejas locais e cerca de 3.000 membros.

Todavia, a Revolução Iraniana resultou na migração de muitos membros da igreja para o exterior, o que gerou um declínio temporário de igrejas e membros.

### Século XXI
As conversões ao Cristianismo tornaram-se frequentes no Irã no Século XXI, difundidas a partir do movimento de igrejas domésticas e emissoras de televisão por satélite. Por isso, a IEPI recebeu parceria de missionários no treinamento de novas lideranças.
Os cultos nas congregações são realizados em persa, assírio e armênio, e os três presbitérios são organizados de acordo com essas línguas. A linguagem comum é Farsi. 6 representantes de cada presbitério constituem o comitê executivo do sínodo. Existem seis jovens pregadores leigos, dois educadores cristãos a tempo parcial e cerca de 30 jovens mulheres e homens que estão voluntariamente envolvidos em diferentes programas de educação cristã das congregações.
Em 2006, a igreja foi estimada em 1.500 membros, com 7 igrejas locais. Em 2018 a estimativa é de 5.000 membros em 14 igrejas locais.

## Perseguição religiosa
Em 2018 a Missão Portas Abertas (organização internacional em defesa de cristãos perseguidos), relatou alto índice de perseguição ao Cristianismo no Irã. O país foi considerado o 10º país com a perseguição mais severa. Isso se dá pela aplicação de pena de morte para homens, e prisão perpétua para mulheres que deixarem o Islã, segundo a lei do país. Entre 2016 e 2018, 52 cristãos foram presos no país acusados de apostasia.
Todas as igrejas de língua farsi foram oficialmente fechadas a partir de 2013, e todos os falantes da língua foram proibidos de frequentar as igrejas.
A IEPI é uma igreja oficialmente reconhecida pelo governo, e embora não seja uma igreja doméstica, secreta ou subterrânea, seus cultos também foram alvo de pressão governamental.

## Governo
A IEPI segue o sistema de governo presbiteriano. A igreja é dividida em três presbitérios, conforme a etnia e língua falante dos membros (armênios, assírios e persas).
Cada presbitério envia 6 membros para o Sínodo (órgão máximo da denominação), que é formado por 18 membros.